# Polioptila lembeyei
Polioptila lembeyei е вид птица от семейство Polioptilidae.

## Разпространение
Видът е разпространен в Куба.